# Julio César Pastor Córdova
Julio César Pastor Córdova fue un político peruano. 
Fue elegido diputado por el departamento del Cusco en 1956 con 7605 votos en las Elecciones de 1956 en los que salió elegido por segunda vez Manuel Prado Ugarteche.